# Alaaddine Azzouzi Rahmouni
Alaaddine Azzouzi Rahmouni   (Mataró, 1999) és un periodista i activista antiracista català.
Fill de marroquins, Azzouzi viu a Premià de Mar i és estudiant de Periodisme a la Universitat Autònoma de Barcelona. Ha escrit principalment per la Directa, però també per altres mitjans de comunicació catalans com Mirall, Sàpiens, VilaWeb, Crític i Mèdiacat. Els textos del periodista maresmenc tracten sobre temàtiques socials com el racisme, les migracions o l'habitatge.
A mitjans de maig de 2020, Azzouzi es va convertir en el portaveu d'un manifest que van signar més de 40 col·lectius i entitats que demanava combatre les amenaces i «caceres» contra joves migrants de Premià de Mar després que un grup de joves agredís a un mosso d'esquadra fora de servei que va haver de ser ingressat en estat greu. Azzouzi també va denunciar la «passivitat» de l'Ajuntament de Premià.